# 基奈半島狼
基奈半島狼（學名：Canis lupus alces）是一个灰狼亚种。原分布在阿拉斯加州基奈半島，因人类捕杀而于1925年灭绝。

## 體型
基奈半岛狼在被灭绝之前是北美最大的狼，身长为5-7英尺（150-215厘米），高35至44英寸（89-112厘米）。它的体长从60英寸到84英寸（5英尺到7英尺）不等，估计最重可達200-250磅。

## 特徵
爱德华·阿方索·戈德曼提出，基奈半岛狼体型庞大可能是自然选择的结果，因其主要依赖驼鹿为食。
史密森尼学会收藏有基奈半岛狼的一块头骨标本，编号为「USNM 147471」。

## 历史
1941年，基奈半島狼被戈德曼划分为阿拉斯加州四个灰狼亚种之一。2005年出版的《世界哺乳動物》也將其認定為灰狼的一個亚种。
20世纪前，牠们在基奈半岛上很常见。然而，1895年，基奈半岛开采出金矿，引发淘金热。惧怕狂犬病的矿工随即开始滥杀狼群。至1915年，狼群绝迹。1925年，基奈半岛狼被宣布灭绝。
基奈半島狼绝迹五十年后，1960年代，基奈半岛被发现有狼群重新定居。尽管如此，基因组学研究表明，现有狼群与原基奈半岛狼的遗传相似性很小。因此，可以认为该亚种已经绝灭。